# 防除

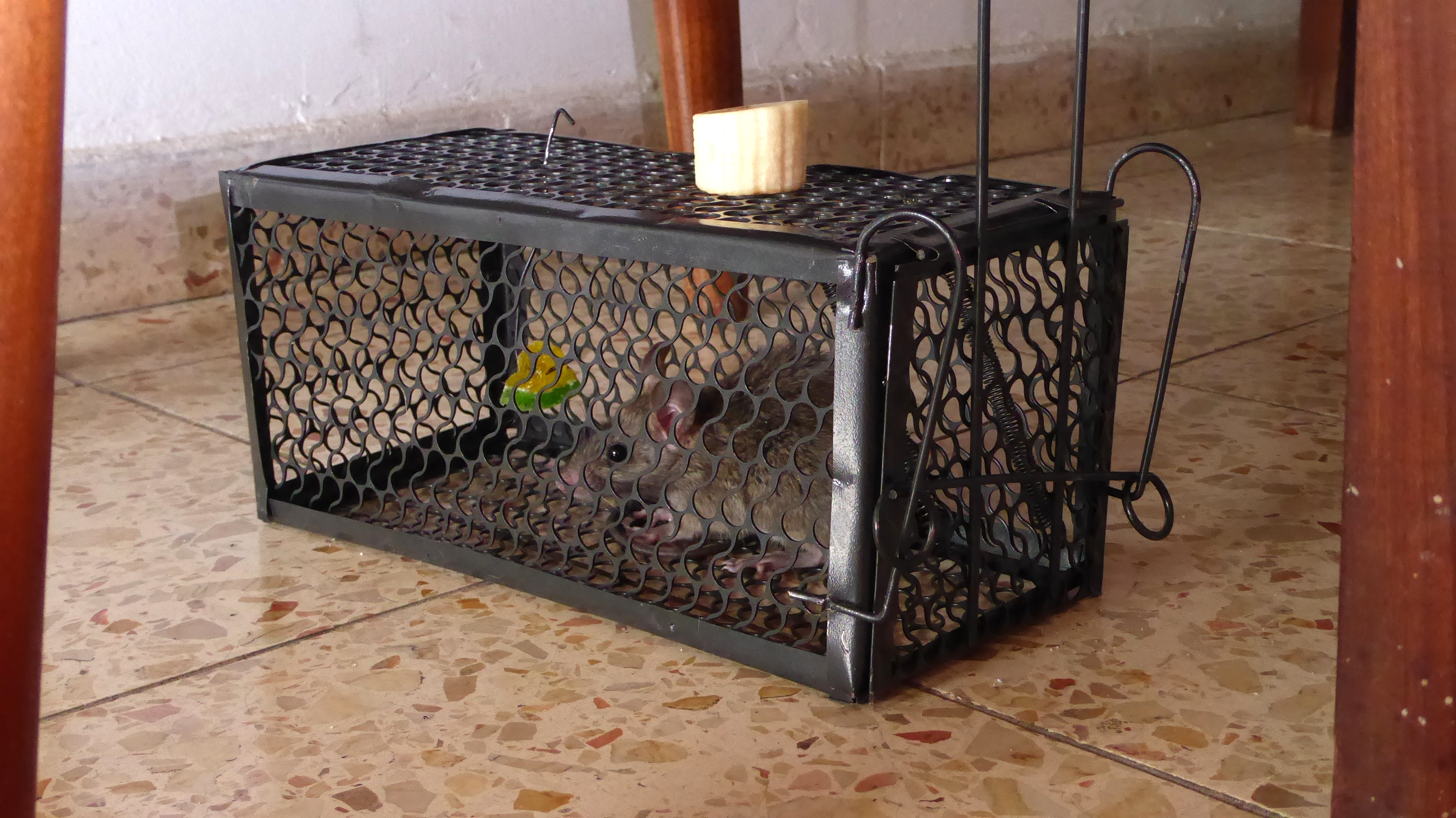
防除

防除（ぼうじょ）は、生物（害虫・害獣・害鳥）による被害を防ぐため、その進入の防止・個体数の管理などを行うことである。害虫制御・害虫駆除・ペストコントロールとも呼ばれる。

## 概要
防除の実施の流れを以下に示す。

### 生息調査
生息数の調査を行う。
- 聞き取り。
- 生活痕の調査。

### 計画
被害の防止・現場の状況・生息数により、長期的・総合的な計画を立てる。

### 実施
長期的計画に基づき、区域ごとに行う。

### 事後処理
副作用を防ぐために、事後処理を行う。

### 維持管理
被害が発生しない生息数を維持するために、環境の維持を行う。

## 防除の手法
費用対効果を良くする・副作用を防止するために、計画的に各種の手法の組み合わせが行われる。

### 環境的防除
生物が生息・繁殖・進入が出来ないような環境を保つことにより、個体数を管理する。
- 餌をなくす。
- 掃除・整理整頓をする。
- 生息・繁殖場所をなくす。
- 侵入する通路を塞ぐ。防虫網、防鼠工事、防獣柵など

### 物理的防除
物理的手法を用いる。
- わなや粘着シートで捕獲する。
- 光・音（超音波含む）・電流で忌避させる。
- 光・音で別の場所へ誘引する。

### 化学的防除
薬剤を用いるもの。
- 殺虫剤、殺鼠剤を用いる
- 忌避剤を用いる。
- 誘引剤で別の場所へ誘引する。

### 生物的防除
生物を用いるもの。
- 天敵を環境中に放つ。（生物農薬、生物的防除）
- 生殖能力を失わせた個体を環境中に放つ。

## 動物福祉の懸念が生じる防除方法
物理的、化学的防除方法の中には、防除対象生物に著しい苦痛を与えるものがある。2022年に発表されたオックスフォード大学主導の研究によると、ネズミ駆除で一般的に使用される粘着シートや殺鼠剤（抗凝固剤）が、数日から数週間続く可能性のある深刻な苦痛を引き起こすことがわかった。非抗凝固剤の場合もまた、死ぬまでに非常な痛みを伴う可能性が指摘されている。

### 粘着シート
動物福祉の懸念から、アイスランド、アイルランド、ニュージーランド、ノルウェー、ウェールズ（イギリス）、イングランド、オーストラリアの複数の州が、粘着シートの使用を禁じる。2023年にカリフォルニア州ウェストハリウッド、2024年には同州オハイで、粘着シートの使用禁止条例が制定。カリフォルニア州では2024年1月に粘着シート禁止法案が提出され、下院で審議されている。2023年、ベルギーのフランダース地域は動物福祉法を改定し、有害とされる動物を駆除するための粘着シートの使用を禁止した。またグーグルをはじめ、企業、銀行、大学、空港など247の会社が使用を中止、69の会社が販売を中止している。

## ペスト・コントロール・オペレーター
ペスト・コントロール・オペレーター（Pest Control Operator;略称PCO）は、環境・建物衛生管理業務とも呼び、前述の害虫および害獣駆除業務や業者を指す。
現代の人間の住む環境は害虫・害獣の生育にも適しており、人間社会が存在する限り数多くの害虫・害獣が多大なる被害をもたらしている。それを専門的分野から調査し研究・分析を重ねて増殖のスピードを遅らせているのが「ペスト・コントロール・オペレーター」である。
また、害虫の増殖を抑止するための研究開発（殺虫剤等）、院内感染などのウイルス対策も業務の一部としている。
PCOが対応にあたる対象生物は、
- ネズミ - クマネズミ、ドブネズミ
- カラス - ハシブトガラス
- ドバト、ムクドリ - 糞害
- ゴキブリ
- スズメバチ
- ハエ、カ、ダニ、その他小生物。